# Idis Turato
Idis Turato (Rijeka, 1965.) hrvatski je arhitekt.

## Životopis
Godine 1991. diplomirao je na Arhitektonskom fakultetu Sveučilišta u Zagrebu, a 2004. magistrirao na istom fakultetu na poslijediplomskom studiju graditeljskog naslijeđa. Profesor na GAF-u Split.
Godine 1992. sa Sašom Randićem otvara zajednički arhitektonski biro «Randić-Turato» u Rijeci. Prikaz radova i konteksta u kojem su nastali objavljen je 2000. godine u monografiji Randić-Turato arhitektura tranzicije. Knjigu je izdala izdavačka kuća Arhitekst, a tekstove su pisali Keneth Frampton, Darko Glavan, Vedran Mimica, Saša Randić i Idis Turato.
Sa Sašom Randićem je 2006. godine predstavljao Hrvatsku na 10. arhitektonskom bijenalu u Veneciji.
Sa skupinom od 15 Hrvatskih arhitekata 2010. godine predstavljao Hrvatsku na Venezianskom bienalu s projektom plovećeg paviljona "teglenica". Paviljon je projektiran i izveden u brodogradilištu Kraljevica, izložen i korišten 4 dana kao dio javnog prostora Gata Karoline Riječke u Rijeci. Prilikom plovidbe do Venezie paviljon se urušio i nije nikada privezan i pokazan na Rivi dei' Schiavoni.
Radovi su mu objavljeni u nizu domaćih te stranih knjiga, revija i stručnih časopisa: Čovjek i Prostor, Oris, Domus, Area, Abitare (Italija), Casabella, Architectural Review (GB), a+u, GA document (japan) 10A (Nizozemska), Domes (Grčka), Arquitecturaviva (Španjolska), Proektinternational (Rusija). Autor je više stručnih članaka i kritika objavljenih u časopisima Oris i Čovjek i Prostor, Prostor, Novi list, Jutarnji list, Vjesnik. Sa sašom Randićem jedan je od autora knjige Moderna arhitektura Rijeke i Sušaka, izdavača Moderne galerije u Rijeci. Izdavačka kuća Actar (Barcelona) izdala je 2011. godine knjigu "Peripheral moment" koja prikazuje između ostaloga i njegov rad u periodu od 2000. god do 2010. god.
U sklopu Venezianskog bienala i prezentacije Hrvatskog paviljona izdao je sa Sašom Randićem knjigu «In between the systems». 
Predavao je o svom radu samostalno i sa Sašom Randićem na nizu seminara i skupova u Hrvatskoj i inozemstvu Zagreb, Motovun, Split, Dubrovnik, Graz, München, Ljubljana, Rotterdam, Piran, Beograd, Novi Sad, Sarajevo, Banja Luka, Skoplje.
U Japanskom časopisu GA DOCUMENT (Internacional 2009) u izdanju od 19. lipnja 2009.,  prikazuje se 23 projekta najvećih arhitekata današnjice a između njih i projekt Randića i Turata koji za razliku od ostalih – neće u realizaciju, a dobio je drugu nagradu na natječaju za izgradnju poslovne zgrade Adris grupe u Zagrebu.

## Značajniji projekti
- Poslovno-trgovački centar s hotelom WTC- Rijeka, Rijeka 1993. godine
- Fontana i spomenik pomorcu, Rijeka 1993. god. (priznanje)
- Europanov natječaj za stambenu zonu u Cartageni, Španjolska,1998. god. (uži izbor)
- Europanov natječaj za stambenu zonu u Almere, Nizozemska 1998. god
- Urbanistički projekt zapadnog dijela grada Thessaloniki, Solun, Grčka, 1997.god.
- Muzej suvremene umjetnosti, Zagreb 1999. godina
- Obiteljska kuća Pavlak, Kostrena, 1999. godina
- Projekat revitalizacije sela Plat, Verin i Srem, otok Cres, 2000.godina
- Otvorena mreža, Venezianski bienale- grad: treći milenij, 2000. godina
- Apartmani Žrnovnica, 2003. godina
- Europan, X-sites, Izola, Slovenija, 2003. godina
- Muzej moderne i suvremene umjetnosti u Rijeci, 2004. godina
- Urbanistički projekt područja Gruž, Dubrovnik, 2004. godina
- Urbanistički natječaj za Campus u Rijeci, 2004. godina
- Hartera, revitalizacija napuštene tvornice papira u centar alternativne kulture, 2005. godina
- Revitalizacija kamenoloma u uvali Voz, otok Krk, studija, projekt za Roterdamski bienale 2005. godina
- Kuće za turizam i odmor, Casa Granturismo 1, 2,  Silves, Portugal, 2006. godina
- Plivalište sa zatvorenim bazenom, Vukovar, 2007. godina
- Poslovna zgrada Adris, Zagreb, 2007. godina
- Hotel Park, Rijeka 2007. godina
- Hotel Rovinj, Rovinj, 2008. godina
- Muzej Apoksiomen u Malom Lošinju, 2009. godina

## Značajnije realizacije
- Obiteljska kuća Bošnjak kraj Opatije, 1994. godina
- Rektorat sveučilišta u Rijeci 1996. godina;
- Ekonomski fakultet u Rijeci 1998. godina;
- Stambeno-poslovna građevina u riječkom Starom gradu 1995. godina;
- Pješački most «Vrata Jadrana» Rijeka 1998. godina;
- Gradska kula u Lovranu, 1999. godina ;
- Poslovna građevina Korzo 11, Rijeka, projekt 1999.god. realizacije 2005.
- Višestambene građevine u Marčeljevoj dragi u Rijeci, 2002. god;
- Lapidarij u Novigradu, projekt 2002. godine, realizacija 2006. godina
- Nadogradnja Tehničkog fakulteta u Rijeci, 2003. godina;
- Restoran Mandrać, Volosko, 2004. godina
- Osnovna škola «Fran Krsto Frankopan» u Krku, 2005. godina
- Obiteljska kuća Venturini, Kostrena 2006. godina
- Centar Zagrad u Rijeci, 2007. godina;
- Dvorana Ivana Pavla II. U sklopu Svetišta Majke Božje Trsatske. Projekt 2005. godine,
- Vrtić "Katarina Frankopan" u Krku, 2009. godina
- Škola i vrtić Veli Vrh, Pula, 2009. – 2010. godina

## Nagrade i priznanja
- Nagrada za projekt Muzeja moderne i suvremene umjetnosti u Rijeci, 2004. godina
- Nagrada za projekat hotela u Rovinju, 2007. godina
- 1. Nagrada za projekt gradske garaže s parkom i poslovnim centrom u Poreču, 2007. godina
- Ravnopravna 1. nagrada za poslovnu zgradu «Adris» u Zagrebu
- Nagrada «Viktor Kovačić» za najbolje arhitektonsko ostvarenje 2003. godine za nadogradnju Tehničkog fakulteta, Rijeka;
- Nagrade «Piranesi» Piran, Slovenija 2005. godine za OŠ «Fran Krsto Frankopan», Krk
- Nagrada «Vladimir Nazor» 2005.godine za OŠ «Fran Krsto Frankopan», Krk.
- Nagrada «Viktor Kovačić» za najbolje arhitektonsko ostvarenje 2008. godine za Pastoralni centar Trsat i aulu Ivana Pavla II, Rijeka;
- Nagrada «Viktor Kovačić» za najbolje arhitektonsko ostvarenje 2009. godine za dječji vrtić "Katarina Frankopan" Krk
- Nominacija za nagradu Mies Van der Rohe, 40 najboljih realizacija u Evropi za OŠ «Fran Krsto Frankopan», Krk 2007. godine i za vrtić "Katarina Frankopan" Krk, 2011. godine

## Izložbe i seminari
- 7. Bijenale mladih Mediterana, Lisabon, 1994. godine
- Međunarodni seminar «Okviri metropole» 1995. godine
- Međunarodni seminar SESAM, Motovun, 1995. dodine
- Međunarodni seminar «Urbana pravila» 1996. dodine
- Međunarodni seminar Piranski dani, Odgovornost forme (predavači) 1998. god.
- Izložba Otvorena mreža, Venezianski bienale, Grad treći milenij, 2000. godine
- 10 godina poslije/10 years after- AA School of Architecture, London, 2000.god.
- Izložba «Architecture of transition», Berlage Institut, Roterdam, Nizozemska, 2000. godina
- Roterdamski bienale, Flod, Roterdam, Nizozemska 2005. godine
- Harvard - New Trajectories: Contemporary Architecture in Croatia & Slovenia, 2008. godine, Harvard University Graduate School of Design
- Izložba Piranski dnevi arhitekture 1997. godine, 1998. godine, 1999. godine, 2005. godine, 2006. godine
- Izložba Zagrebački salon, Zagreb 1991. godine, 1994. godine, 1997. godine, 1999. godine

## Vanjske poveznice
- http://www.idisturato.com/